# Grillat & Grändy
Grillat & Grändy är en svensk rapgrupp som består av bröderna Sabo (Pablo Leiva Wenger), från rapgruppen Highwon, och Fille (Felipe Leiva Wenger), från rapgruppen Ison & Fille. Bröderna slog sig ihop under artistnamnen Grillat & Grändy och gjorde tillsammans med Ison en inspelning 2011, Vafan händz? som blev en klubb- och youtubehit. År 2012 släppte de en EP, Gendish & Gäris (slang för sprit och brudar) med singeln Jag ler.
Bland spelningar som duon genomfört finns ett framträdande på Way Out West och TV4 nyhetsmorgon.
År 2015 släpptes EP:n Kör vi tills att dör vi där den mest spelade låten var Luren i fickan.